# Квазізоря

Порівняння розмірів квазізорі порівняно з кількома відомими зорями-гігантами, включаючи також найбільші відомі зорі.

Квазізоря (її ще називають зорею чорної діри) — це гіпотетичний тип надзвичайно масивних зір, які, можливо, існували дуже рано в історії Всесвіту. На відміну від сучасних зір, джерелом енергії яких є ядерний синтез у їх ядрах, енергія квазізорі надходить від матеріалу, що падає на чорну діру в її центрі.

## Опис
Вважається, що квазізоря утворюється, коли ядро великої протозорі колапсує в чорну діру під час її утворення, а зовнішні шари зорі були досить масивні, щоб поглинути отриманий сплеск енергії, без викиду в міжзоряне середовище (як це відбувається в сучасних наднових). Маса такої зорі повинна була становити не менше 1000 мас Сонця. Такі зорі, можливо, також утворювалися, коли гало темної матерії притягувало величезну кількість газу за допомогою гравітації, у ранньому Всесвіті. У такий спосіб можуть утворюватися надмасивні зорі масою в десятки тисяч сонячних мас. Такі великі зорі могли сформуватися лише на початку історії Всесвіту — ще до того, як водень та гелій були забруднені важчими елементами; таким чином, вони, можливо, були дуже масивними зорями населення III.
Після того як чорна діра формується в ядрі протозорі, вона продовжуватиме генерувати велику кількість променистої енергії від падіння додаткового зоряного матеріалу. Ця енергія протидіяла б силі сили тяжіння, створюючи рівновагу, подібну до тієї, яка підтримує сучасні зорі на основі термоядерного синтезу. Прогнозується, що квазізоря мала максимальний термін життя близько 7 мільйонів років, протягом якого чорна діра в ядрі виросла б приблизно до 1000—10 000 мас Сонця. Ці чорні діри середньої маси були запропоновані як джерело надмасивних чорних дір сучасної епохи. Прогнозується, що квазізорі мали температуру поверхні обмеженою приблизно 4000 К (3730 °C) і діаметр приблизно 10 мільярдів км (66,85 а. о.) або в 7187 разів більше, ніж діаметр Сонця, і кожна з них випромінювала б стільки ж світла, як невелика галактика.